# Enrico Marescalchi
Enrico Marescalchi (Casale Monferrato, 15 maggio 1916 – 27 maggio 1996) è stato un militare italiano, generale di Squadra Aerea dell'Aviazione italiana.

## Biografia
Ha frequentato dal 1936 l'Accademia Aeronautica, Corso REX, terminandola nel 1939 con il grado di sottotenente pilota. Assegnato al 12º Stormo B.T., dopo l'inizio delle ostilità partecipa prima a missioni nel Mediterraneo orientale, dove riporta ferite in decollo per azione bellica, e successivamente sul fronte greco-albanese. Trasferito in Africa settentrionale al 9º Stormo e poi al LIV Gruppo, effettua vari bombardamenti diurni e notturni su forze inglesi.
Rimpatriato, dopo un breve periodo presso il 14º Stormo a Reggio Emilia, viene inviato al 46º Stormo all'Aeroporto di Pisa-San Giusto quale istruttore presso la 253ª Squadriglia. In questo reparto, trasformatosi nei primi mesi del 1942 in aerosilurante, rimane fino all'armistizio partecipando, oltre che alla Battaglia di mezzo giugno, e numerose azioni diurne e notturne sia sul Mediterraneo centrale che orientale. Al comando della 253ª Squadriglia si trasferisce l'11 settembre 1943 con cinque velivoli dall'Aeroporto di Siena-Ampugnano in Sardegna, raggiungendo poi ai primi di ottobre l'Aeroporto di Galatina; qui il reparto svolge attività di trasporto aereo, particolarmente con le isole, fino al giugno 1944.
Assegnati aerei alleati all'Aeronautica italiana, va a far parte volontariamente, con la maggioranza del personale della 253ª, ormai parte integrante del 132º Gruppo, del nuovo Stormo Baltimore che, dopo un breve addestramento, si sposta su una pista presso Termoli per operare sui Balcani contro forze tedesche.
Trasferito nel 1946 alla Direzione Generale dei Servizi, dopo un corso presso la Scuola di Stato Maggiore dell'esercito è inviato alla nuova Scuola di Aerocooperazione nel 1951 dapprima quale Capo Ufficio Studi e poi, promosso colonnello, quale comandante. Nel 1962 comanda la Scuola di volo dell'Aeroporto di Amendola e al termine di questo incarico è alla Scuola di guerra aerea a Firenze; promosso generale di brigata nel 1965, dopo il comando interinale della S.G.A., viene mandato a Martina Franca per assumere il comando del 3° R.O.C., e da qui l'anno successivo a Bari quale capo di Stato Maggiore della III Regione Aerea.
Promosso generale di Divisione aerea, dopo un periodo come vicecomandante della III Regione Aerea, è nuovamente a Firenze alla S.G.A. quale comandante e poco dopo promosso generale di Squadra. A fine 1972 assume il Comando 1ª regione aerea di Milano che tiene fino al raggiungimento dei limiti di età nel luglio 1976.

È decorato di due medaglie d'Argento al Valor Militare sul campo, una medaglia di Bronzo al Valor Militare sul campo, una Croce al Valor Militare sul campo, una Croce di Ferro di 2ª classe.
Fonti dal libro 5 anni alla 253ª Squadriglia (giugno 1940 - maggio 1945) Autore: Enrico Marescalchi, 1990